# Danevirkestenen
Danevirkestenen, även kallad "Skardes sten", med signum DR 3, är en dansk runsten och en av de fyra så kallade Hedebystenarna. Samtliga är upphittade kring vikingastaden Hedeby, som låg vid fjorden Slien i södra Danmark och cirka två kilometer öster om Schleswig i Tyskland.
Hedebystenarna som består av DR 1, DR 2, DR 3 och DR 4 bevaras nu i Wikinger Museum Haithabu, vilket grundades 1985 som ett av museerna i anslutning till det tyska slottet Gottorp.

## Stenen
Stenens material är granit och stilen är rak. Den hittades 1857 i Danevirke utanför Hedeby. Danevirkestenen är även är ristad på ena kortsidan. Ristningen antas vara skapad kring året 982 och texten berättar att en "kung Sven", möjligen identisk med Sven Tveskägg eller Sven Estridsson, låtit resa stenen efter Skarde, en av hans hirdmän, som efter en resa västerut dog vid ankomsten till Hedeby. Skriften ger en god illustration av danskans språkutveckling under senare vikingatid, eftersom språket har starkt särdanska drag, medan det på äldre runstenar väsentligen brukar ha en gemensam nordisk karaktär.

## Inskriften
Translitterering av runraden:
§A : suin : kunukʀ : sati : ¶ stin : uftiʀ : skarþa ¶ sin : himþiga : ias : uas : ¶ : farin : uestr : ion : nu : 
§B : uarþ : tauþr : at : hiþa:bu
Normalisering till rundanska:
§A Swen kunungʀ satti sten æftiʀ Skarþa, sin hemþæga, æs was farin wæstr, æn nu 
§B warþ døþr at Heþaby.
Översättning till nusvenska:
Kung Sven satte sten efter Skarde, sin hirdman, som hade dragit västerut men nu dog vid Hedeby.